# Agalmopolynema glabricorpus
Agalmopolynema glabricorpus is een vliesvleugelig insect uit de familie Mymaridae. De wetenschappelijke naam is voor het eerst geldig gepubliceerd in 1929 door Girault.